# Nordea Nordic Light Open 2006
Il Nordea Nordic Light Open 2006  è stato un torneo di tennis giocato sul cemento. È stata la 5ª edizione del Nordea Nordic Light Open, che fa parte della categoria Tier IV nell'ambito del WTA Tour 2006. Si è giocato a Stoccolma in Svezia, dall'8 al 14 agosto 2006.

## Campioni

### Singolare
Zheng Jie ha battuto in finale  Anastasija Myskina con il punteggio di 6–4, 6–1

### Doppio
Eva Birnerová /  Jarmila Gajdošová hanno battuto in finale  Yan Zi /  Zheng Jie con il punteggio di 0–6, 6–4, 6–2